# 奧力
奧力·馬哈爾 Aulë Mahal，主神語是Aȝûlêz（第二字符是yogh）。是英國作家約翰·羅納德·鲁埃爾·托爾金的史詩式奇幻小說《精靈寶鑽》中的人物。矮人稱呼奧力為馬哈爾。大地之神，工藝之神，維拉之一，雅睿塔爾之一。他創造阿爾達時主要打造大地和山脈。打造安蓋諾爾鐵鍊 Angainor用以綑鎖魔苟斯。
奧力創造了矮人種族，因為他等不及伊露維塔的孩子出生。但當奧力完成矮人的創造時，伊露維塔出現，指明奧力的創造超越他的權限，奧力悔改和懇求，伊露維塔決定將矮人收為養子，在精靈甦醒之後，矮人才會甦醒。
當精靈來到維林諾，諾多族成為奧力的學生，費諾尤其出色，他打造了三枚精靈寶鑽。在諾多族大動亂之後，費纳芬 Finarfin帶領餘下的諾多族留在維林諾，並將族名改做奧仁多爾 Aulendur，繼續跟隨奧力。
有多名邁雅跟隨奧力，包括索倫和庫路耐而（薩魯曼），索倫後來墜落，而庫路耐而則成為埃斯塔力 Istari，派往中土大陸。